# Corsyra fusula
Corsyra fusula is een keversoort uit de familie loopkevers (Carabidae). De wetenschappelijke naam van de soort is voor het eerst geldig gepubliceerd in 1822 door Fischer von Waldheim.